# Tokarnia (Wisła)
Tokarnia – niegdyś wieś, obecnie niewielkie osiedle Wisły o zabudowie rozrzuconej w dolinie Tokarskiego Potoku oraz na siodłach górskich między szczytami Tokarni i Bukowej oraz Tokarni i Ostrego. Leży w północnej części miasta, przy granicy z Ustroniem (Dobką), w granicach jednostki pomocniczej miasta – osiedla nr 2  – Obłaźca.
Pierwszym osadnikiem na terenie Tokarni był Urban Cieślar, pochodzący prawdopodobnie z Wisły. W 1745 r. właściciel Hermanic (których częścią była wówczas Tokarnia), szlachcic Joachim Wacław Posadowski z Postelwic, sprzedał na własność owemu Cieślarowi "(...) kawałek ziemi zwany Tokarnią w górach hermańskich wraz z budynkami, rolami, łąkami, pastwiskami dla bydła rogatego, koni, owiec, świń, w tych granicach, jak ten grunt dzierżawił poprzednio Jan Mikusz, za 200 reńskich (licząc reński po 30 gr., a grosz po 12 halerzy), bez lasu jednak na nim rosnącego i bez bukwi, którą się tam zbiera". Warto zaznaczyć, że osadnik ów i jego potomkowie zostali zwolnieni z poddaństwa.
Potem na miejscu wytrzebionego lasu późniejszy właściciel Hermanic, Spens z Bodna, osiedlił pod koniec XVIII w. kilkunastu chałupników na prawach dziedzicznych dzierżawców i na przełomie XVII i XVIII w. Tokarnia występowała jako samodzielna wieś. W 1792 r. baron Jan Mattencloit próbował tu założyć wioskę nazwaną Josefsdorf na cześć Józefa II Habsburga, jednak ostatecznie nowa nazwa się nie przyjęła. W 1793 r. kupił Tokarnię książę cieszyński Albert (zob. Komora Cieszyńska). Jeszcze w 1804 r. w zapisach pojawił się Josephsdorf oder Tokarnia, ale w 1835 r. osada funkcjonowała znów tylko pod starą nazwą Tokarnia. Pochodzi ona od określenia tokarnia = tokowisko, miejsce tokowania (głuszców?).
W 1840 r. miała Tokarnia zaledwie 15 osadników, z których prawie połowa nie posiadała gruntów i żyła wyłącznie z hodowli bydła. Pozostali mieli po 2-4 morgi i tylko jeden z nich, niejaki Śliwka, posiadał przeszło 8 morgów, które należały do arendy. Wieś liczyła wówczas ok. 500 morgów powierzchni, z czego w rękach osadników było jedynie 57 morgów roli i 55 morgów łąk, natomiast resztę stanowiły lasy i pastwiska należące do zwierzchności. Tak ograniczona terytorialnie osada nie mogła w pełni rozwinąć się w samodzielną gminę i z czasem została przyłączona do Wisły.
Według austriackiego spisu ludności z 1900 r. w 15 budynkach w Tokarni mieszkało 100 osób, z czego wszyscy byli polskojęzyczni, 35 było katolikami a 65 ewangelikami. Do 1910 r. liczba mieszkańców spadła do 89 osób, 33 (37,1%) było katolikami a 56 (62,9%) ewangelikami.